# Cessna 177 Cardinal
Cessna 177 Cardinal je lehký, čtyřsedadlový letoun, který měl nahradit model 172 Skyhawk od stejného výrobce. Byl představen v roce 1967 a vyráběn v letech 1968-1978.

## Vývoj
Cessna 177 Cardinal byla navržena v polovině šedesátých let 20. století jakožto „futuristický nástupce Cessny 172“. Výsledný letoun měl oproti svému předchůdci implementovány modernější technologie, například konzolové křídlo s laminárním profilem.
Cardinal byl (do představení modelu 210, jehož laminární křídlo pochází právě z Cessny 177) jediný model společnosti Cessna, který má pevný podvozek a křídlo bez vzpěr zároveň.

### Cessna 177
Model Cessna 177 Cardinal byl představen v roce 1967 s motorem o výkonu 150 koní (112 kW). Jedním z cílů návrhářů nové Cessny bylo navrhnout takovou konstrukci letounu, aby měl pilot jasný výhled do zatáčky. V modelu 172 je pilot usazen v takové pozici, že mu při zatáčce křídlo na příslušné straně cloní výhled do zatáčky. V Cessně Cardinal je sedadlo pilota umístěno před náběžnou hranou křídla, což vyřešilo rozhled, ale vedlo k posunutí těžiště příliš dopředu.
Spolu s posunutím sedadla pilota však návrháři z Cessny zamýšleli použít, namísto šestiválcového motoru O-300 Continental (který se nachází v modelu 172), výrazně lehčí čtyřválcový Lycoming O-320. Došlo také k implementaci plovoucí                      výškovky, čímž došlo ke zlepšení ovladatelnosti v nízkých letových rychlostech, což také přispělo ke správnému vyvážení letounu.
Model 177 Cardinal byl původně navržen jako plná náhrada modelu 172, jehož výroba měla být ukončena, nicméně marketingové oddělení společnosti Cessna rozhodlo o pokračování výroby staršího modelu, a tak vznikla separátní výrobní řada 177.

#### Problémy s výkonem a ovládáním
Brzy po doručení prvních Cardinalů zákazníkům bylo hlášeno několik případů, ve kterých se letoun choval poněkud „netypicky“ ve srovnání s předešlými Cessnami. Jejich počet přiměl společnost Cessna k „Operaci Cardinal Rule“, což byl seznam 23 instrukcí na úpravu řídících ploch, jejichž provedení problém eliminovalo.
Letoun Cessna 177 Cardinal byl, se svým motorem o výkonu 150 koní (112 kW), považován za poddimenzovaný – to změnil model 177A.

### Cessna 177A
Novější verze Cessny Cardinal, Cessna 177A, byla uvedena na trh v roce 1969. Byla poháněna stejným motorem jako původní verze, avšak s vyšším výkonem – 180 koní (135 kW). Tato modifikace zařadila (cenou a významem) letoun 177A někam mezi Cessnu 172 a 182. Přidaný výkon zvýšil cestovní rychlost o 11 uzlů (20 km/h).

### Cessna 177B

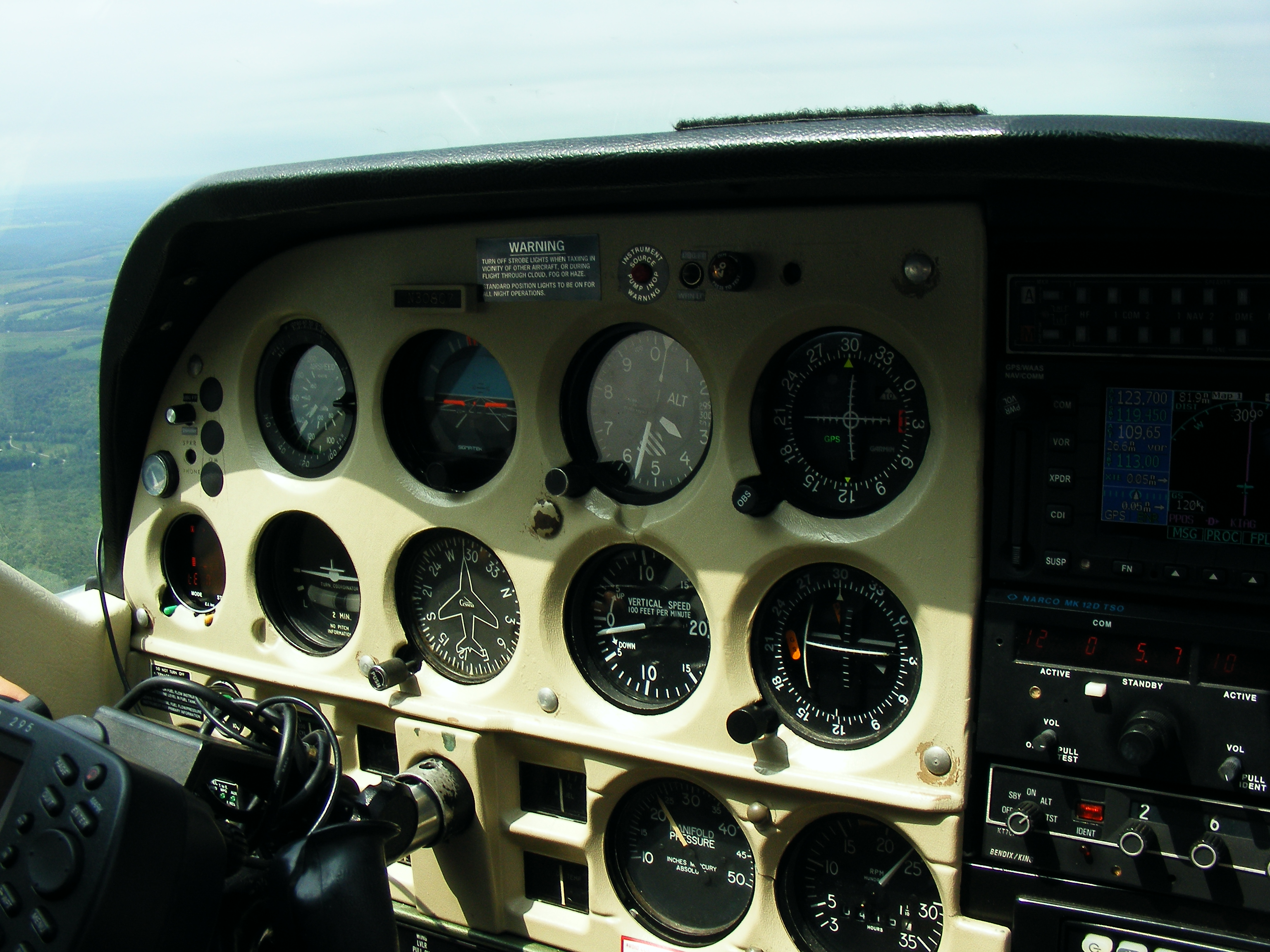
Řídící panel Cessny 177B

Verze 177B byla představena rok po modelu 177A, v roce 1970. Obsahovala především malé úpravy, například pozměněný profil křídla a vrtuli s konstantními otáčkami. Verze 177B byla o 66 kg těžší než předchozí verze a její maximální vzletová váha se zvýšila z 1067 kg na 1135 kg.
V roce 1978 Cessna představila luxusní verzi letounu 177B, model Cessna Cardinal Classic. Měla kožené čalounění, stolek pro cestující sedící na zadních sedadlech a 28-voltový elektrický systém.

### Cessna 177RG
Posledním modelem výrobní řady 177 byla Cessna 177RG Cardinal RG, která měla zatahovací podvozek. Cessna jej začala vyrábět v roce 1971 jakožto přímého konkurenta letounům Piper PA-28-200R Cherokee Arrow a Beechcraft Sierra. Model 177RG obdržel zcela nový motor Lycoming IO-360 o výkonu 200 koní (150 kW), který kompenzoval navýšení váhy letounu o 136 kg způsobené vyšší hmotností zatahovacího podvozku.
Přidaný výkon a dokonalejší linie modelu 177RG zvýšily cestovní rychlost na 146 uzlů (270 km/h), což je o 22 uzlů (41 km/h) více než u verze 177B. Letadel Cessna 177RG bylo vyrobeno 1543, přičemž toto číslo zahrnuje i kusy vyrobené francouzskou společností Reims Aviation jako letouny Reims F177RG.

## Současnost
V současnosti jsou oba modely (177 i 177RG) považovány za velice žádané, především kvůli velkým dveřím, umožňující snadný nástup do letadla, kvůli solidnímu výkonu, aktivním skupinám vlastníků a atraktivnímu vzhledu letounu.
Model 177 poskytuje pilotům mnohem lepší výhled dopředu než starší 172 díky strmějšímu sklonu čelního skla a křídlům, která jsou usazena více dozadu. Fakt, že Cessna 177 Cardinal nemá křídlové vzpěry, z letounu činí výborný prostředek pro letecké snímky.

## Specifikace (model 177B)

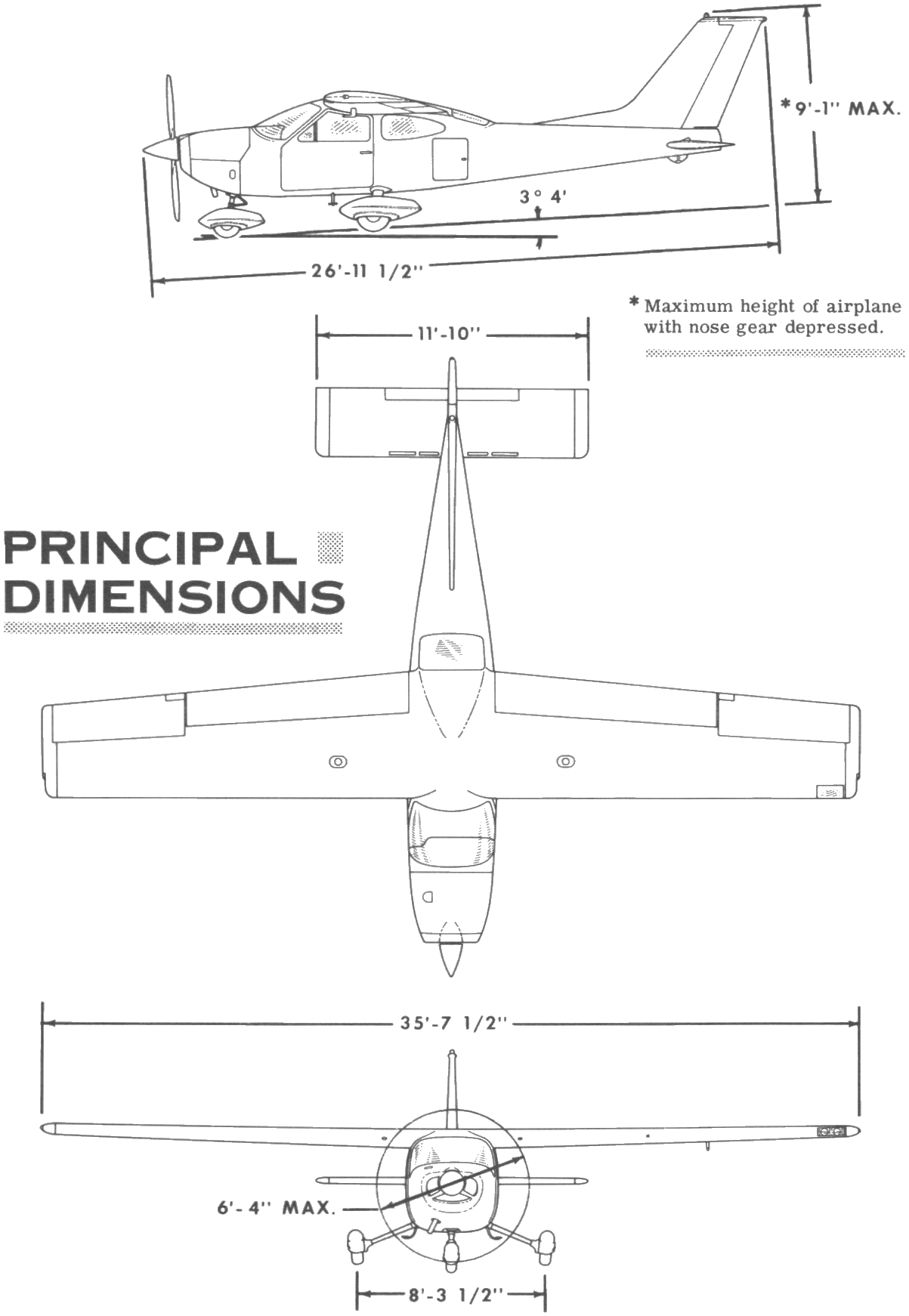
Cessna 177 Cardinal

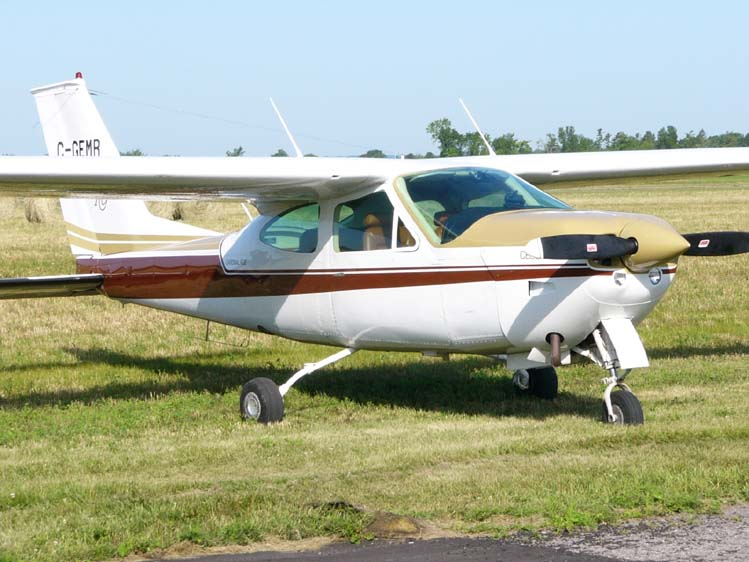
Cessna 177RG Cardinal

### Základní parametry
- Posádka: 1 pilot
- Kapacita: 3 cestující
- Délka: 8.44 m
- Rozpětí křídel: 10.82 m
- Výška: 2.62 m
- Povrch křídel: 16.2 m²
- Váha: 680 kg
- Maximální vzletová váha: 1,100 kg
- Pohon: 1× čtyřválcový motor Lycoming O-360-A1F6D o výkonu 180 koní (135 kW)

#### Výkon
- Maximální rychlost: 136 uzlů (250 km/h)
- Cestovní rychlost: 124 uzlů (230 km/h)
- Dolet: 604 nm (1,120 km)
- Dostup: 14 600 stop (4,450 m)
- Rychlost stoupání: 840 stop/min (4.27 m/s)